# Social Accountability 8000
SA 8000 (Social Accountability 8000) (Социальная ответственность 8000) — стандарт для оценки социальных аспектов систем менеджмента. В основу этого универсального стандарта положены несколько конвенций Международной организации труда, Конвенция Организации Объединённых Наций по правам ребёнка и Всемирная декларация прав человека.
Социальная ответственность — это способность организации или предприятия оценить социальные последствия своей деятельности, в том числе на безопасность и на окружающую среду.
Данный стандарт создан компанией Social Accountability International, миссия которой состоит в продвижении прав человека для работников во всем мире.

## Содержание стандарта
Цель стандарта SA 8000 — улучшение условий труда и жизненного уровня работников. Он может применяться в развивающихся и индустриально развитых странах, как для малых, так и для крупных предприятий, а также для общественных организаций.
Данный стандарт определяет требования по социальной защите, позволяющие компании: разрабатывать, поддерживать и вводить политику и методы управления вопросами, которые компания может контролировать или на которые она может оказывать влияние; демонстрировать заинтересованным сторонам, что политика, методы и действия находятся в соответствии с требованиями данного стандарта. Требования данного стандарта должны применяться повсеместно с учётом географического местоположения, отрасли промышленности и размера компании.
Данный стандарт устанавливает критерии для оценки следующих аспектов:
- Детский труд;
- Принудительный труд;
- Здоровье и техника безопасности;
- Свобода профессиональных объединений и право на переговоры между нанимателем и профсоюзами о заключении коллективного договора;
- Дискриминация;
- Дисциплинарные взыскания;
- Рабочее время;
- Компенсация;
- Системы управления.

Согласно стандарту:
«Компания должна придерживаться национального законодательства и других применимых законов, а также выполнять другие требования, в отношении которых она берет на себя обязательства, и данный стандарт. Когда какой-либо вопрос регулируется национальным законодательством, другими выполняемыми компанией требованиями и данным стандартом, должно применяться наиболее строгое положение.»

## Международные документы
Согласно требованиям стандарта, компания также должна уважать принципы следующих международных документов:
- Конвенции МОТ № 29. Конвенция о принудительном или обязательном труде.

В Конвенции описан ряд предложений о принудительном и обязательном труде.
- Конвенция МОТ № 105. Конвенция об упразднении принудительного труда.

Описаны дополнительные предложения по отмене некоторых видов принудительного или обязательного труда, являющихся нарушением прав человека, упомянутых в Уставе Организации Объединённых Наций и провозглашённых во Всеобщей декларации прав человека. Создана с учётом положений Конвенции 1930 года о принудительном труде, Конвенции 1926 года о рабстве и Дополнительной конвенции 1956 года об упразднении рабства, работорговли и институтов и обычаев, сходных с рабством, а также Конвенции 1949 года о защите заработной платы.
- Конвенции МОТ № 87. Конвенция о свободе объединений и защите права объединяться в профсоюзы.

Описывает ряд средств, способных улучшить условия труда и обеспечить мир, признание принципа свободы объединений.
- Конвенции МОТ № 98. Конвенция относительно применения принципов права на организацию и заключение коллективных договоров.

Конвенция описывает, что работники пользуются надлежащей защитой против любых дискриминационных действий, направленных на ущемление свободы профсоюзного объединения при приеме на работу.
- Конвенции МОТ № 100. Конвенция о равном вознаграждении мужчин и женщин за труд равной ценности.

Основная мысль данной конвенции состоит в том, что каждый Член Организации при помощи средств, соответствующих действующим методам установления ставок вознаграждения, поощряет и, в той мере в какой это совместимо с указанными методами, обеспечивает применение в отношении всех работников принципа равного вознаграждения мужчин и женщин за труд равной ценности.
- Конвенции МОТ № 111. Конвенция о дискриминации в области труда и занятий.

Конвенция требует, чтобы каждый Член Организации, для которого настоящая Конвенция находится в силе, должен определить и провести национальную политику, направленную на поощрение, совместимыми с национальными условиями и практикой методами, равенства возможностей и обращения в отношении труда и занятий с целью искоренения всякой дискриминации в отношении таковых.
- Конвенции МОТ № 135. Конвенция о защите прав представителей трудящихся на предприятии и предоставляемых им возможностям.

Создана с учётом положений Конвенции 1949 года о праве на организацию и на ведение коллективных переговоров, в которой предусматривается защита работников от любых дискриминационных действий, направленных на ущемление свободы объединения в области труда. Создана с целью дополнить эти положения в отношении представителей работников.
- Конвенции МОТ № 138. Конвенция о минимальном возрасте для приема на работу.

Создана с целью полного упразднения детского труда.
- Рекомендация МОТ № 146. Рекомендация о минимальном возрасте для приема на работу.

В соответствии с данной Конвенцией минимальный возраст для приема на работу −16 лет. Если работа вредит здоровью, безопасности или нравственности подростков, то минимальный возраст составляет 18 лет.
- Конвенция МОТ № 155. О безопасности и гигиене труда и производственной среде.

Содержит 5 разделов:
1) Сфера применения и определения;
2) Принципы национальной политики;
3) Мероприятия на национальном уровне;
4) Мероприятия на уровне предприятия;
5) Заключительные положения.
- Рекомендация МОТ № 164. Рекомендация о безопасности и гигиене труда и производственной среде.

Конвенция составлена с учётом разнообразия отраслей экономической деятельности и различных видов работ, принимая во внимание принцип предоставления первоочерёдности ликвидации источников опасностей. Так же включает перечень актов по безопасности и гигиене труда в производственной сфере, принятых Международной Конференцией Труда с 1919 года.
- Конвенции МОТ № 159. Конвенция о профессиональной реабилитации и занятости инвалидов.

Конвенция основана на принципе равенства возможностей инвалидов и работников в целом. На соблюдении равенства обращения и возможностей для работников мужчин и женщин, являющихся инвалидами. Описаны позитивные меры, направленные на обеспечение подлинного равенства обращения и возможностей для инвалидов и других работников.
- Конвенции МОТ № 177. Конвенция о надомном труде.

Конвенция описывает национальную политику в области надомного труда, которая проводится посредством законодательства, коллективных договоров, арбитражных решений и других норм.
- Конвенции МОТ № 182. Конвенция о запрещении и немедленных мерах по искоренению наихудших форм детского труда.

Конвенция описывает все меры, необходимые для обеспечения эффективного применения и соблюдения положений, в том числе посредством введения и применения уголовных или, в зависимости от обстоятельств, других санкций.
- Всеобщая декларация прав человека.

Конвенция говорит, что все люди рождаются свободными и равными в своем достоинстве и правах. Они наделены разумом и совестью и должны поступать в отношении друг друга в духе братства.
Каждый человек должен обладать всеми правами и всеми свободами, провозглашёнными настоящей Декларацией, без какого бы то ни было различия, как-то в отношении расы, цвета кожи, пола, языка, религии, политических или иных убеждений, национального или социального происхождения, имущественного, сословного или иного положения
- Конвенция ООН о правах ребёнка.

В Конвенции описываются права ребёнка. Ребёнок — каждое человеческое существо до достижения 18-летнего возраста, если по закону, применимому к данному ребёнку, он не достигает совершеннолетия ранее.
- Конвенция о ликвидации всех форм дискриминации в отношении женщин.

В соответствии с данной конвенцией «дискриминация в отношении женщин» означает любое различие, исключение или ограничение по признаку пола, которое направлено на ослабление или сводит на нет признание, пользование или осуществление женщинами, независимо от их семейного положения, на основе равноправия мужчин и женщин, прав человека и основных свобод в политической, экономической, социальной, культурной, гражданской или любой другой области.

## Особенности внедрения стандарта
Считается, что стандарт позволяет предприятиям делать то, что они делают лучше всего, а именно, применять систему менеджмента для достижения намеченных целей, обеспечивая при этом постоянную рентабельность. В этом отношении другие стандарты, такие как ISO 9000, ISO 14000 и т. д., дополняют стандарт SA 8000, тем самым, подготавливая основу для интеграции в рамках всеобщей системы управления, что в свою очередь ведёт к сокращению рисков и повышению прибыльности предприятия.
Компаниям, которые подаются на получение сертификата «Социальная ответственность 8000», следует убедиться, что ни один из их сотрудников, а также ни один из членов коллективов поставщиков или партнёров, не работает более 48 часов, или шесть дней в неделю. Кроме того, заработная плата работников должна минимум соответствовать реальному прожиточному минимуму и обеспечивать рабочим стабильный доход. В категории «Системы управления», предоставляется описание конкретных инструментов, поддерживающих общую социальную политику компании. Внедряя новые методы регулирования производственных отношений, кодекс «Социальная ответственность 8000» базируется на международных соглашениях — конвенции Международной организации труда, Всемирной декларации прав человека и Конвенции ООН по правам детей. Нормы кодекса полностью соответствуют принципам, изложенным в этих документах.
Одной из основных особенностей системы социальной ответственности является субъективность определения фактического выполнения её требований. Поэтому во многих случаях единственным способом определения соответствия системы менеджмента предприятия требованиям МС SA 8000:2001 является определение субъективных ощущений персонала по этому поводу посредством анкетирования или непосредственного общения.

## Преимущества внедрения стандарта
- получение персоналом удовольствия от работы;
- соответствующее материальное вознаграждение за свой труд;
- увеличение возможности соединяться в профессиональные союзы, связь с неправительственными организациями;
- улучшение возможности информировать работников об их правах;
- появление возможности совместно с работодателем работать над проблемами компании;
- способ влияния на общественное мнение и понимание в организации условий совершенствования работы;
- улучшение имиджа компании, её репутации среди общества и потребителей;
- улучшение кадрового состава компании, сокращение текучки, повышение производительности труда работников;
- улучшение менеджмента организации;
- получение права использовать знак сертификации по требованию SA 8000:2008 на своей продукции;
- создание образца гуманного труда, закрепление понятия нового бизнеса — мышления, направленного на достижение общечеловеческих ценностей[2].

## Аналогичные стандарты
Существует альтернатива стандарту SA 8000 — ISO 26000 «Руководство по социальной ответственности». Этот стандарт представляет руководство по принципам, лежащим в основе социальной ответственности, основным темам и проблемам, касающимся социальной ответственности, и способам интеграции социальной ответственного поведения в стратегии, системы, практики и процессы организации. Этот Международный Стандарт подчеркивает важность результатов и улучшения результативности.